# 織作峰子
織作 峰子（おりさく みねこ、1960年（昭和35年）12月16日 - ）は、日本の写真家である。大阪芸術大学写真学科教授。
1981年（昭和56年）、ミス・ユニバースに日本代表として出場したことでも知られる。

## 人物

### 生い立ち
1960年（昭和35年）、石川県小松市生まれ。小松市立国府小学校、小松市立国府中学校、小松市立女子高等学校（現在の小松市立高等学校）を経て、京都文教短期大学卒業（専攻は幼児教育と初等教育）。高校3年間は陸上部に所属、やり投で北信越大会入賞という成績を残している。

### ミスユニバース
京都文教短期大学2年生だった1981年（昭和56年）、ミスユニバース日本代表に選ばれ、同年7月にニューヨークのミンスコフ劇場で開催された世界大会に出場した。当時は身長166センチメートル（cm）、体重53キログラム（kg）、スリーサイズ83-60-88 cmであった。
この世界大会では、司会はボブ・バーカーとエルケ・ソマー、審査員はペレ、フリオ・イグレシアス、リー・メジャース、アンナ・モッフォらが務め、ゲストにピーター・アレンが出演していた。織作はセミファイナルへの進出（入賞）はならず、無冠であった。

### 写真家として
ミス・ユニバース任期中の1981年（昭和56年）、写真家・大竹省二と出会った。翌年より、大竹に師事（大竹スタジオ入門）、1987年に独立するまで続けた。途中、1985年と1986年には、作品を二科展に入選させている。この間広告等にも出演し美貌写真家として名を馳せた。
写真の世界に入ったことについて「いわば元の私に戻った形なんです。父が日本建築の大工をしていたこともあり『自分のやったことを形に残したい』という願望が元々強かったと話している。
1989年からの2年間は、アメリカ合衆国・ボストンに暮らした。その後日本に帰国し、テレビ、雑誌、講演等、幅広いメディアに出演するとともに、大学教授にも就任している。また、スイス政府観光局の依頼によって、スイス各地での撮影を行った。
2010年代以降は故郷石川県の伝統工芸である金箔と写真を融合させることを目指し、金属箔に写真をプリントする技術を研究し、金箔やプラチナ箔などに自身が撮影した写真をプリントした作品を発表している
。

## 写真集
- BOSTON in the time（光村印刷出版）（1991/10）
- Memories of New Zealand （光村印刷出版）（1994/10）
- DIMENSIONS（講談社）（1994/10）
- TURKEY（橋本確文堂）（1996/04）
- IMPRESSIVE PHOTOGRAPH （広美出版事業部）（1999/09）
- MAGYAR（講談社）（2003/12）
- 光彩上海（朝日新聞社）（2005/08）
- MY SWITZERLAND（清流出版）（2006/07）
- デジカメ写真の撮り方・撮られ方（朝日出版社）（2008/10）
- SWISS 光と風（講談社）（2010/04）

## メディア出演
テレビ番組
- クローズアップNOW（1983年10月 - 12月、日本テレビ）
- CLUB紳助（1991年1月26日、朝日放送）
- 朝だ!生です旅サラダ（テレビ朝日・朝日放送） - 海外マンスリー「オーストラリア」
- 趣味悠々（NHK教育）
  - 織作峰子の写真術入門（1997年9月 - 10月）
  - 懐石の心にふれる（2001年10月 - 11月）
  - 中高年のためのパソコン講座デジタルカメラにチャレンジ!（2003年2月 - 3月）
- 新日曜美術館（2000年度、NHK教育）- キャスター
- キーパーソンズ 今週の主役（2002年4月 - 2004年3月、NHK-BS1）
- 発見ふるさとの宝（2005年4月 - 7月、NHK総合）
- 日めくり万葉集（2009年 - 2010年、NHK教育）

## CM
- P&G ウィスパー (1986年 - 1990年)
- SONY EDBeta（1988年）